# Gra

Przykład gry umysłowej

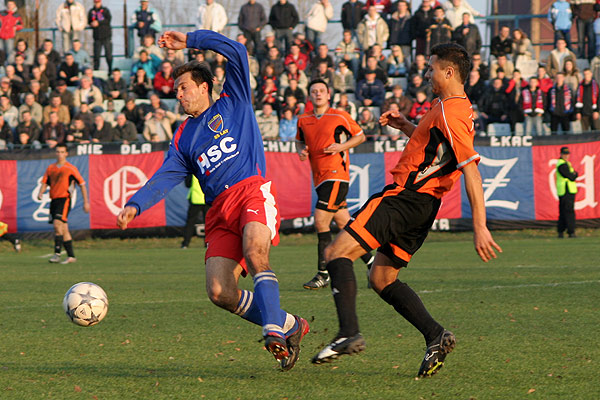
Przykład gry fizycznej

Gra – czynność o ustalonych zasadach, w której udział bierze jedna lub więcej osób. Od innych rozrywek grę odróżnia istnienie ścisłego zbioru zasad gry, kodyfikujących czynności z nią związane.
Termin gra jest też używany w wielu (niepowiązanych z sobą) dziedzinach nauki, a jego znaczenie zależy od rozważanej dyscypliny.

## Gry jako forma rozrywki
Gry mogą mieć charakter zarówno fizyczny (gra w piłkę nożną), jak też umysłowy (szachy) bądź hazardowy (ruletka). Wiele gier ma charakter pośredni między tymi kategoriami. Większość gier, choć nie wszystkie, ma charakter konkurencyjny i celem gracza bądź grupy graczy jest pokonanie pozostałych uczestników. Występują również gry komputerowe, które w dzisiejszych czasach zdominowały to pojęcie.
Wszystkich gier jest bardzo wiele, ale można je pogrupować w kilka dużych kategorii:
- Gry logiczne – bez elementu losowego i fizycznego, czyli takie, w których wygrana zależy od sprawności umysłowej (w praktyce od trafności posunięć).
  - Planszowe gry umysłowe – go, szachy, warcaby, gomoku, kółko i krzyżyk itp. Są zawsze grami konkurencyjnymi.
  - Gry quizowe – gracz ma tu za zadanie udzielenie odpowiedzi na zadawane pytania. Mogą zawierać elementy konkurencyjne, jeśli nagrodą nie jest sama odpowiedź na pytanie, ale także (lub wyłącznie) odpowiedź lepsza od współgraczy.
- Gry losowe – takie w których wynik nie jest możliwy do przewidzenia i nie istnieją strategie umożliwiające polepszenie swojego wyniku bez złamania zasad gry. Przykładem może być ruletka, lotto, wojna.
- Gry oparte na sprawności fizycznej – oparte na zadaniu (bądź zadaniach) do wykonania, które mają sprawdzić różne cechy sprawności psycho-ruchowej gracza (np. zręczność, szybkość, siłę itp.). Gry takie mogą być zabawami dla dzieci, pomagającymi im w rozwoju fizycznym. Szczególnym rodzajem mogą tu być gry zręcznościowe, które mogą być realizowane także poprzez komputer.
- Gry logiczno-losowe – różne gry, w których o zwycięstwie decyduje zarówno los, jak i umiejętności. Do tej kategorii należy zaliczyć większość gier w karcianych (np. poker), a także część gier planszowych (np. chińczyk, Monopoly).

Gry można też podzielić na pewne grupy ze względu na rodzaj rozgrywki, najważniejsze z nich to:
- Gry rekreacyjne – proste w swojej budowie i łatwe do nauczenia, a dające dużo przyjemności są gry rekreacyjne.
- Gry hazardowe – z dużym elementem losowym i różnym, w zależności od gry, elementem umysłowym i zwykle bez elementu fizycznego. Może to być poker, ruletka, różnego typu automaty (jednoręki bandyta).
- Gry strategiczne – rodzaj gier planszowych, w których plansza jest mapą pewnego obszaru, zazwyczaj podzieloną na heksagonalne pola. Przeważnie są to gry, w które grają dwie przeciwstawne strony, posiadające własne jednostki o rozbudowanej charakterystyce, umieszczane na planszy w postaci żetonów. O skuteczności działań decydują zarówno czynniki losowe (losowanie wyników potyczek np. kośćmi do gry), jak i posunięcia, strategie graczy.
- Gry fabularne – są to gry, w których gracze wcielają się w pewne role (o określonej charakterystyce) i odgrywają je w fikcyjnym świecie (często z rozbudowaną historią i zasadami). Gracze zazwyczaj nie konkurują ze sobą i nie dążą do wyeliminowania się z rozgrywki, lecz starają się wspólnie rozwiązywać stawiane przez mistrza gry problemy. Zazwyczaj nie sprawdzają sprawności fizycznej graczy (oparte na opowieściach i rozmowach), mogą jednak zawierać elementy sprawnościowe związane z konkretnymi zadaniami, a także np. pojedynki mogą być odgrywane na wpół realistycznie.
- Gry bitewne – jest to połączenie planszowych gier strategicznych z grami fabularnymi. Zamiast plansz używane są makiety i podczas prowadzonych na ich terenie walk, istotne są trzy, a nie tylko dwa wymiary. Makiety nie są przeważnie dzielone na żadne pola. Do mierzenia odległości używa się prostych narzędzi takich jak zwykłe linijki. Zamiast żetonów w grach bitewnych używane są figurki. Z gier fabularnych przeważnie wzięte są jedynie typy postaci oraz warstwa estetyczna.
- Gry karciane – gry, w których używa się różnego typu talii kart, najczęściej losowanych i rozdawanych pomiędzy graczy. Niektóre z gier karcianych znane są jako gry hazardowe np. poker.
  - Kolekcjonerskie gry karciane – typ gier karcianych związanych z grami fabularnymi i grami planszowymi, w których każda karta ma swoje rozbudowane funkcje w grze i może służyć jako element planszy, postać, przedmiot, zdarzenie itp.

## Gry w nauce

### Psychologia
Pojęcie gra (gra psychologiczna) występuje też w dziale psychologii o nazwie analiza transakcyjna (zobacz też: lista typów gier w analizie transakcyjnej).

### Filozofia
W filozofii analitycznej dużą rolę odegrało zastosowanie przez Wittgensteina pojęcia „gry językowej” do analizy funkcjonowania języka (zob. Dociekania filozoficzne).

### Matematyka i jej zastosowania
Innym znaczeniem słowa gra jest model matematyczny, w którym uczestniczy kilku graczy starających się uzyskać dla siebie jak najlepszy wynik. Modele takie odwzorowują dobrze wiele sytuacji ekonomicznych, biologicznych i innych. Dział matematyki zajmujący się tymi grami to teoria gier.
W teorii mnogości i pokrewnych dziedzinach matematyki rozważa się gry nieskończone, które tworzą wygodny język do analizy i badania szeregu abstrakcyjnych własności (zobacz też: aksjomat determinacji, proper forsing).

## Gatunki gier komputerowych
- gry rekreacyjne
- gry logiczne
- gry platformowe
- gry zręcznościowe
- gry przygodowe
- gry akcji
- gry sportowe, wyścigi
- gry fabularne (cRPG), MMORPG
- gry strategiczne
- gry symulacyjne
- survival horrory
- gry edukacyjne